# مجلة العربي (الكويت)
مجلة العربي هي مجلة شهرية ثقافية مصورة يصدرها المجلس الوطنى للثقافة والفنون والآداب في دولة الكويت. يصدر مع المجلة دورية أخرى هي مجلة العربي الصغير الموجهة للأطفال. وقد أسست المجلة عام 1958 وصدرت بشكل دوري منذ ذلك الوقت، ويقدر عدد النسخ التي تطبع منها في كل عدد بـ 250 ألف نسخة وصلت إلى 320 ألف في ذروة انتشارها. يقع مقر مجلة العربي الرئيسي في منطقة حطين في الكويت، إلا أنها تمتلك مكاتب عديدة في القاهرة وبيروت ودمشق والرياض.[بحاجة لمصدر]

## تاريخ المجلة
انطلقت فكرة المجلة من مبادرة من بعض شباب الكويت الذي تخرج من الجامعات المصرية لإنشاء مجلة تعنى بالثقافة العربية. طرحت الفكرة على مكتب الشيخ صباح الأحمد الجابر الصباح، والذي كان مديرا لدائرة المطبوعات والنشر آنذاك، والذي تبناها ونقلها لأمير الكويت والذي وافق عليها. أصدرت مذكرة لإنشاء مجلة ثقافية علمية متنوعة تكون مدعومة مالياً من قبل وزارة الإرشاد والأنباء الكويتية (والتي أصبحت تسمى بوزارة الإعلام منذ العام 1971). سميت المجلة بـ«العربي» انعكاسا للتيار القومي العربي في ذلك الحين، وهو ما يبدو جليا في طي صفحاتها إذا تحمل حاليا شعار «يكتبها عرب ليقرأها كل العرب». شكلت لجنة عام 1957، يرأسها أحمد السقاف، لتأسيس المجلة، والذي بدأ بالبحث عن رئيس للتحرير في العراق ولبنان وسوريا ومصر، إلى أن استقر على اختيار الدكتور أحمد زكي أول رئيس تحرير للمجلة.
صدر العدد الأول من المجلة في ديسمبر عام 1958. التحق للعمل بها أول الأمر عدد من الكتاب والصحفيين، ومن بينهم المصريان أوسكار متري وسليم زبال. تناولت المجلة منذ صدورها أبرز المستجدات العربية والعالمية في كل مناحي الحياة، شارك ويشارك في كتابة مقالاتها أبرز الأدباء والشعراء والعلماء والمفكرين العرب مثل طه حسين، عباس محمود العقاد، نجيب محفوظ، نزار قباني، عبد الهادي التازي، إحسان عباس، يوسف إدريس، صلاح عبد الصبور، جابر عصفور، فاروق شوشة وغيرهم.

في 16 يونيو 2017، وافق مجلس وزراء الكويت على طلب المجلس الوطني للثقافة والفنون والآداب بنقل تبعية المجلة له وذلك:
...لأهميتها في تعزيز ونشر الثقافة والمعرفة بالوطن العربي وحرصا على الحفاظ على المجلة وتراثها الثقافي والتاريخي باعتبارها أحد أهم الأدوات الفاعلة في تعزيز دور الكويت الثقافي الراسخ في الوطن العربي. 
ويبدو أن هذا التغيير جاء متماشيا مع توجه سابق طرح قبل أكثر من عقد من تاريخ نقل التبعية حول تفكيك وزارة الإعلام وتوزيع مسؤولياتها على المؤسسات والهيئات والوزارات الأخرى بما في ذلك نقل تبعية المجلة للمجلس الوطني. في الأول من إبرايل لعام 2018 تم نقل التبعية وأصبحث المجلة تصدر تحت عباءة المجلس منذ ذلك الحين. ويذكر أن المجلس الوطني، وإن كان هيئة مستقلة، إلا أنه يرأس من قبل وزير الإعلام، وهنالك مطالبات بفصل المجلس واستقلاليته عن الوزراة.

## التوجه الرقمي والتطورات الحديثة
في مايو 2025، وفي إطار فعاليات معرض أبوظبي الدولي للكتاب، نظمت ندوة بعنوان "مجلة العربي وتحديات العالم الرقمي"، تحدث فيها رئيس تحرير المجلة، إبراهيم ناصر المليفي، عن مسيرة المجلة في مواجهة التحولات الثقافية الكبرى في العالم العربي، مؤكدًا تمسكها بثوابتها الأساسية وشعارها "اعرف وطنك أيها العربي".
وأشار المليفي إلى أن المجلة استبقت التغيرات الرقمية بإطلاق موقعها الإلكتروني في عام 2000، مما ساعد في حماية أرشيفها ودعم المحتوى الثقافي العربي على شبكة الإنترنت، كما واكبت تطور وسائل التواصل الاجتماعي بإطلاق قناة إلكترونية وتفكر حاليًا في إطلاق تطبيق ذكي يليق بتاريخ المجلة وسمعتها.
كما تناول المليفي قضايا الذكاء الاصطناعي، مشيرًا إلى ما يحمله من فرص وتحديات، ولا سيما في مجال مصداقية الأخبار وانتشار الشائعات، معتبرًا أن هذه التطورات تفرض حذرًا كبيرًا على وسائل الإعلام الثقافي الرصين.
منذ صدورها قبل ثلاث وستون عاماً وحتى اليوم، شكلت «العربي» رمزاً عربياً ثقافياً متميزاً، فقد نجحت في طرح صيغة جديدة لمعنى المجلة الثقافية. كما أنها لم تتوقف عن الصدور منذ التأسيس عدا سبعة أشهر كانت هي فترة الاحتلال العراقي للكويت.

### قائمة رؤساء التحرير
| الفترة      | الاسم                     | البلد  |
| ----------- | ------------------------- | ------ |
| 1958 - 1975 | د. أحمد زكي               | مصر    |
| 1976 - 1982 | أحمد بهاء الدين           | مصر    |
| 1982 - 1999 | د. محمد غانم الرميحي      | الكويت |
| 1999 - 2013 | د. سليمان إبراهيم العسكري | الكويت |
| 2013 - 2019 | د. عادل سالم العبدالجادر  | الكويت |
| 2019 - الآن | إبراهيم المليفي           | الكويت |

## أبواب المجلة

غلاف مجلة العربي - عدد 667

شهدت المجلة منذ صدورها تحديثات مستمرة في الموضوعات والأبواب بإضافة أبواب جديدة بحسب التطور العلمي. واليوم تأتي مجلة العربي في إصدارة جديدة كل شهر ويندرج تحتها عدد من الأبواب مثل:
1. فكر: ويندرج تحت هذا الباب مقالة متجددة يكتبها رئيس تحرير المجلة بعنوان «حديث الشهر».
2. ملف العدد: حيث يتم تناول موضوع محدد من قبل أكثر من كاتب وتجميع الموضوعات في ملف العدد.
3. أدب: يندرج تحت هدا العنوان العديد من المقالات الفرعية، مثل:
  1. شاعر العدد: حيث تقوم الشاعرة الكويتية سعدية مفرح في كل عدد بتناول نبذة عن شاعر من الشعراء، ومختارات من شعره.
  2. أوراق أدبية: زاوية في المجلة تتناول شؤون في الأدب والشعر.
  3. قصص على الهواء: وهو مشروع القصة القصيرة بالتعاون مع إذاعة بي بي سي العربية لاكتشاف الإبداعات الجديدة ودعمها وتشجيعها.
4. مستقبليات: يتم فيها مناقشة العديد من القضايا المستقبلية التي تمس العالم بوجه عام وتهم العالم العربي بوجه خاص.
5. استطلاعات: حيث يتم زيارة مدن أو دول من العالم لتعرف على ما فيها من معالم والحديث عن نشاطات سكانها. وقد كانت في سنوات الجلة الأولى مدن عربية فقط ثم أصبحت عربية وإسلامية، ثم إضيفت إليها المدن العالمية مع تسلم الدكتور أحمد بهاء الدين رئاسة تحرير المجلة.
6. طب.
7. لوحة العدد: حيث يتم تناول لوحة من أبرز اللوحات وتناول ما فيها من تفاصيل.
8. فن: ويتم استعراض عدد من الأعمال الفنية لكبار الفنانين ومناقشة ما ترمي إليه.
9. البيت العربي: تناول مواضيع تتعلق بالأسرة العربية والمشاكل الأسرية المتنوعة. (تحول هذا الباب إلى ملحق اعتباراً من ديسمبر 2011، يوزع مجاناً مع المجلة شهرياً)
10. أبواب ثابتة: ويندرج تحتها:
  1. عزيزي القارئ.
  2. قالوا.
  3. اللغة حياة.
  4. الثقافة الإلكترونية.
  5. الإنسان والبيئة.
  6. جمال العربية.
  7. منتدى الحوار.
  8. المسابقة الثقافية.
  9. مسابقة التصوير الفوتوغرافي.
  10. المفكرة الثقافية.
  11. عزيزي العربي.
  12. إلى أن نلتقي.

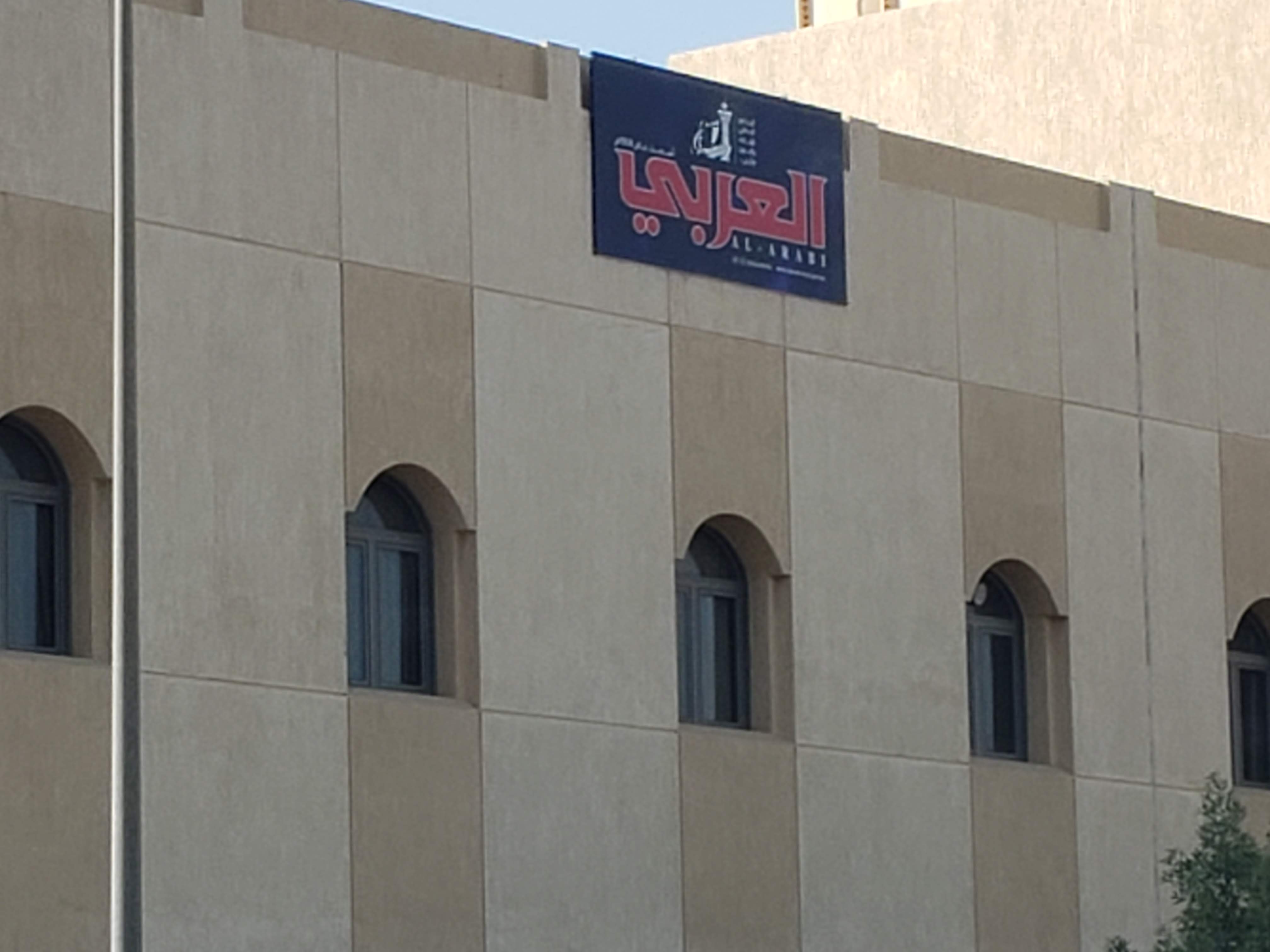
مقر المجلة في منطقة حطين في الكويت.
غلاف العدد الأول من المجلة من عام 1958.
قصيدة كلمات لنزار قباني، والتي غنتها ماجدة الرومي، نشرت لأول مرة في مجلة العربي، العدد 2 في يناير 1960.

## موقع مجلة العربي
حصل موقع مجلة العربي على الإنترنت في سبتمبر عام 2013 على تصميم جديد يتيح الآن للقراء حول العالم تصفح الموقع من خلال أي متصفح للإنترنت وكان الموقع القديم لمجلة العربي يظهر فقط من خلال متصفح إنترنت إكسبلورر، وأهم ما يميز التصميم الجديد لموقع مجلة العربي هو البساطة وسهولة الاستخدام، ويمكن للقاريء تصفح كافة أعداد مجلة العربي منذ عام 1992 وحتى الآن بالإضافة لإصدارات العربي الأخرى المتمثلة في مجلتي العربي الصغير والعربي العلمي بالإضافة لسلسلة “كتاب العربي” وملحق “البيت العربي” الذي يصدر مع المجلة الأم.

## إصدارات أخرى لمجلة العربي

### كتاب العربي
في عام 1984 صدرت عن مجلة العربي سلسلة كتاب العربي الفصلية. وهي عبارة عن كتاب مستقل يضم إبداع كبار الكتاب ومساهماتهم التي سبق نشرها على صفحات المجلة، يعاد نشرها بشكل مركز وبين دفتي كتاب العربي، وفق مدار سنين إصدارها، وتستند إعادة نشر هذه الأعمال في شكل كتاب مستقل إلى جديتها وأهميتها والحث على إعادة قراءتها وتقديمها في سياق جديد أكثر تركيزا، كي يختلف عن سياق نشرها في المجلة الذي هو أكثر تنويعا. ويجمع العدد الواحد من سلسلة كتاب العربي بين دفتيه مواضيع كثيرة، لكاتب واحد أو رؤى مجموعة كتاب حول قضية واحدة.

### العربي الصغير
تتوجه رسالة مجلة العربي الصغير، وهي على أبواب السنة الخامسة والعشرين من عمرها، نحو تقديم المعلومة الهادفة المقترنة بالترفية لشريحة الأطفال والناشئين والفتيان العرب، الذين يتلقفونها باهتمام وشغف شديدين. وهي مجلة تحررها أقلام عربية وترسمها فرشاة عربية بشكل كامل.
وقد صدر العدد الأول من العربي الصغير كمجلة مستقلة في فبراير 1986، وكانت قبل ذلك تصدر كملحق صغير مع مجلة العربي، منذ صدورها. وأصبحت تصدر الآن في سبع وأربعين صفحة، وأصبح لها ملحقها الشهري الخاص. وهي موجهة إلى فئة الأطفال والفتيان والفتيات، بخاصة، لما لهذه المرحلة من أهمية قصوى في التكوين الذهني والفكري للشخصية العربية.
تخاطب مجلة العربي الصغير خيال العربي الصغير وتطلعه على الأدب العالمي، وتقدم له الفائدة والعظة إلى جانب المتعة والطرافة. كما تدخل بالأطفال إلى عالم الإنترنت، حيث يجد قرّاء العربي الصغير مجلتهم على صفحات شبكة المعلومات العالمية، وتتاح لهم إمكانية التواصل معها وإرسال مشاركاتهم للمجلة فورا.
كما تم تحويل هدية العربي الصغير إلى كتيب مستقل مكون من 23 صفحة. ووصل رقم توزيع العربي الصغير إلى أكثر من 130ألف نسخة.
ويزداد الاهتمام لدى الدارسين بالمجلة وموضوعاتها ومكوناتها لدرجة أن أجرت عليها عدة دراسات أكاديمية للحصول على درجات الماجستير في بعض الجامعات العربية والأجنبية، كذلك يتم اقتطاع أجزاء ونصوص مما ينشر بالعربي الصغير ليضاف إلى بعض كتب مناهج التدريس في المدارس العربية للمراحل التعليمية الابتدائية.

### العربي العلمي
مجلة مستقلة لنشر الثقافة والوعي العلمي من القطع المتوسط، تصل صفحاتها إلى 64 ورقة.
وتتكون (مجلة العربي العلمي) من عدة أبواب علمية، تترتب بإيجاز كما يلي:
- الآن وغدا: وهو يطرح مادة علمية للنقاش وتكون ذات استمرارية في وجودها، وطرأ عليها تغيير أنتج عنها ظواهر أو مشكلات ذات صلة، ويقدم رؤية علمية مستقبلية لوضعها أو للظواهرها أو مشكلاتها.
- دوائر متداخلة: ويقدم الاكتشافات العلمية الحديثة فيما يخص التكنولوجيا والإنترنت، الفلك والطب وأحدث ما توصلت له الاكتشافات البشرية في هذا المجال وتفرض أهميتها وصولها للقارئ العربي وضرورة الإطلاع عليها.
- فضاء الأسئلة: وهي صفحات مخصصة للإجابة عن التساؤلات التي قد يطرحها القارئ العادي غير المتخصص في مجال علمي معين، ويبحث لها عن إجابة، وقد تتنوع مجالات هذة الأسئلة فقد تكون في العلوم الفلكية أو الأحياء أو التكنولوجيا والاختراعات العلمية، والإجابة تكون وافية وتشبع فضول السائل.
- وبيننا العلم: وهو عبارة عن حوار ومقابلة مع أحد متخصصين في المجالات العلمية ليحدثنا عن انجازاته ورؤيته العلمية
- كتب جديدة: ويحتوي عرض وتقديم لكتب علمية حديثة الإصدار أو ذات أهمية علمية.
- أبواب أخرى: هذا بالإضافة إلى عدد من الأخبار العلمية الحديثة من اكتشافات وأبحاث مترجمة، مقدمة بلغة عربية سلسة ومفهومة.

كما تنشر مجلة العربي العلمي قصص مترجمة ومؤلفة في أدب الخيال العلمي. وتدعو أدبائها للمساهمة فيها.

## ندوات مجلة العربي
تقيم مجلة العربي ندوة سنوية بشكل دوري، حيث تتمحور كل ندوة حول موضوع محدد، يدور فيه النقاش حول أبحاث وأوراق مقدمة من الخبراء والأكاديميين المعنيين بالشأن العربي من مختلف دول العالم العربي ومن المهاجر التي تضم شخصيات عربية فاعلة.
ومن أهم الندوات السنوية التي أقامتها مجلة العربي، ما يلي:
- ندوة (العربي) العرب يتجهون شرقا: من 24 إلى 26 يناير 2011
- ندوة (العربي) الثقافة العربية في ظل وسائط الاتصال الحديثة: من 8 إلى 10 مارس 2010
- ندوة (العربي) تناقش قضايا الإبداع العربي المعاصر: من 2 إلى 4 مارس 2009
- ندوة مجلة العربي ولغتها العربية نصف قرن من المعرفة والاستنارة بالاشتراك مع اليونسكو: من 14 إلى 16 يناير 2008
- ندوة المجلات الثقافية ودورها في الإصلاح الثقافي: من 16 إلى 18 ديسمبر 2006
- ندوة الثقافة العلمية واستشراف المستقبل العربي: من 3 إلى 5 ديسمبر 2005
- ندوة حوار المشارقة والمغاربة: من 4 إلى 6 ديسمبر 2004
- ندوة الغرب في عيون عربية: من 27 إلى 29 ديسمبر 2003
- ندوة الثقافة العربية وآفاق النشر الإلكتروني: من 21 إلى 22 أبريل 2001

## وصلات خارجية
- الموقع الرسمي
- العربي الكويتية.. 60 عاما من تثقيف العرب، الجزيرة.نت. 2018-11-12.
- هل تتوقف مجلة «العربي» الكويتية عن الصدور؟ إيلاف. 17-02-2016.
- تغريدة هارفارد بزنس ريفيو عند شيوع خبر إغلاق المجلة عام 2016. تويتر.
- مجلة العربي الكويتية - الأرشيف الإلكتروني 1958-1990. موقع اللغة والثقافة العربية. 30-04-2021.
- مجلة «العربى» الكويتية في القاهرة.. 60 عاماً من الثقافة العربية الرفيعة. اليوم السابع. 22-12-2018.
- من قديم الكويت.. تكريم أول رئيس تحرير لـ«العربي». القبس. 2-03-2017.
- إطلاق إلكتروني تجريبي لـ «مجلة العربي» ديسمبر الجاري. القبس. 18-12-2021.
- ما هي مجلة العربي؟ إي عربي. 06-10-2021. (نسخة محفوظة)
- العسكري: تميز «العربي» وتطورها وتجددها المستمر جعلها المجلة الثقافية العربية الأولى. موقع جريدة الأنباء. 19-05-2013. (نسخة محفوظة)
- مجلة العربي في «إكسبو دبي». الجريدة. 21-12-2021. (نسخة محفوظة)
- مجلة كويتية تصل إلى فتاة عُمانية نشرت صورتها قبل 51 عاماً. الخليج أونلاين. 01-03-2022. (نسخة محفوظة)